# Alosa de Botha
L'alosa de Botha (Spizocorys fringillaris) és una espècie d'ocell de la família dels alàudids (Alaudidae).

## Hàbitat i distribució
Habita zones obertes amb herba curta de l'est de Sud-àfrica al sud del Transvaal i nord d'Estat Lliure d'Orange.